# Дождь на Лице
Дождь на Лице (англ. Rain-in-the-Face, лакота Ité Omáǧažu (Итэ Омагажу); ок. 1835 — 15 сентября 1905 года) — вождь племени хункпапа, входившего в союз семи племён лакота. Участвовал в 1876 году в битве при Литтл-Бигхорн, в которой индейцы разгромили 7-й кавалерийский полк армии США под командованием полковника Джорджа Армстронга Кастера.

## Биография
Дождь на Лице родился примерно в 1835 году близ развилки реки Шайенн. Его отцом был вождь хункпапа Мато Ите, Медвежье Лицо, подписавший в 1825 году договор с американской комиссией Аткинсона-О’Фаллона, матерью — Ваште Уиньян. Своё имя он получил после боя с гровантрами, когда капли дождя размыли его боевую раскраску на лице и краска стекала по щекам.
Благодаря отваге и смелости в боях с кроу, хидатса, манданами, ассинибойнами и гровантрами стал одним из самых влиятельных воинов племени. Начиная с 1860-х гг. был военным лидером хункпапа в битвах с американцами. Участвовал во всех войнах против американской армии. Дождь на Лице впервые сражался против белых в войне Красного Облака. 21 декабря 1866 года принимал участие в резне Феттермана. В 1868 году был ранен в схватке с американскими солдатами у форта Тоттен близ Девилс-Лейк. Во время Йеллоустонской экспедиции принял участие в битве при Хонсингер-Блаффе, где он устроил засаду и убил армейского ветеринара доктора Джона Хонсингера, армейского рядового и ещё одного гражданского на территории современного округа Кастер. Через год армейский скаут Чарльз Рейнолдс сообщил Джорджу Армстронгу Кастеру, что слышал в Стэндинг-Роке о том, как Дождь на Лице рассказывал, что именно он убил этих белых. Капитан Том Кастер, брат Джорджа Армстронга, и капитан Джордж Йейтс арестовали вождя при помощи нескольких десятков солдати заковали в кандалы. 18 апреля 1875 года Дождь на Лице бежал из тюрьмы форта Авраам-Линкольн и отправился в район реки Паудер к Сидящему Быку. Позже он нарисовал на куске бизоньей кожи окровавленное сердце и отослал Тому Кастеру как угрозу. 
В 1876 году участвовал в битве при Литтл-Бигхорн, в которой сиу и северные шайенны уничтожили 7-й кавалерийский полк армии США под командованием полковника Джорджа Армстронга Кастера. Через год на бизоньей охоте был серьёзно ранен в колено из случайно разрядившегося ружья и остался калекой на всю оставшуюся жизнь. Дождь на Лице ушёл в Канаду вместе с другими хункпапа, но в 1880 году вернулся и сдался в форте Кио, после чего, отправился в Стэндинг-Рок. В переписи лакота, проведённой в резервации в сентябре 1881 года, его община насчитывала 39 семей или 180 человек. 
В Стэндинг-Роке пытался устроиться полицейским, даже обращался к губернатору Северной Дакоты, но получил отказ, так как совсем не знал английского языка. Смог получить должность после того, как выучил несколько английских слов. Будучи членом Индейского Конгресса, в 1893 году побывал в Чикаго на Всемирной выставке-ярмарке. Дождь на Лице умер в своём доме 15 сентября 1905 года после продолжительной болезни в Буллхед-Стейшн, резервация Стэндинг-Рок.